# Улица Пархоменко (Новосибирск)
Улица Пархоменко — улица в Ленинском районе Новосибирска. Названа в честь участника гражданской войны А. Я. Пархоменко. Состоит из двух несвязанных между собой улиц. Первый фрагмент улицы начинается от перекрёстка улиц Ватутина и Пермитина, пролегает в основном в западном направлении, пересекает улицы Станиславского, Котовского, Троллейную, Пермскую, примыкает к улице Связистов, после чего прерывается. Второй фрагмент начинается от улицы Филатова и заканчивается, примыкая к Колхидской улице.

## Архитектура
- Жилой дом по улице Пархоменко, 10 — здание соцгорода «Сибметаллстроя», построенное в 1940 году. Архитекторы — В. М. Тейтель, А. В. Баранский. Памятник архитектуры регионального значения[1][2].

- Жилой дом по улице Пархоменко, 12 — пятиэтажное здание, построенное в 1953 году. Архитектор — Н. Ф. Храненко. Памятник архитектуры регионального значения[1].

## Парки
- Монумент Славы
- Сквер имени Гагарина (в глубине квартала между Котовского и Пархоменко)
- Троицкий сквер

## Учреждения

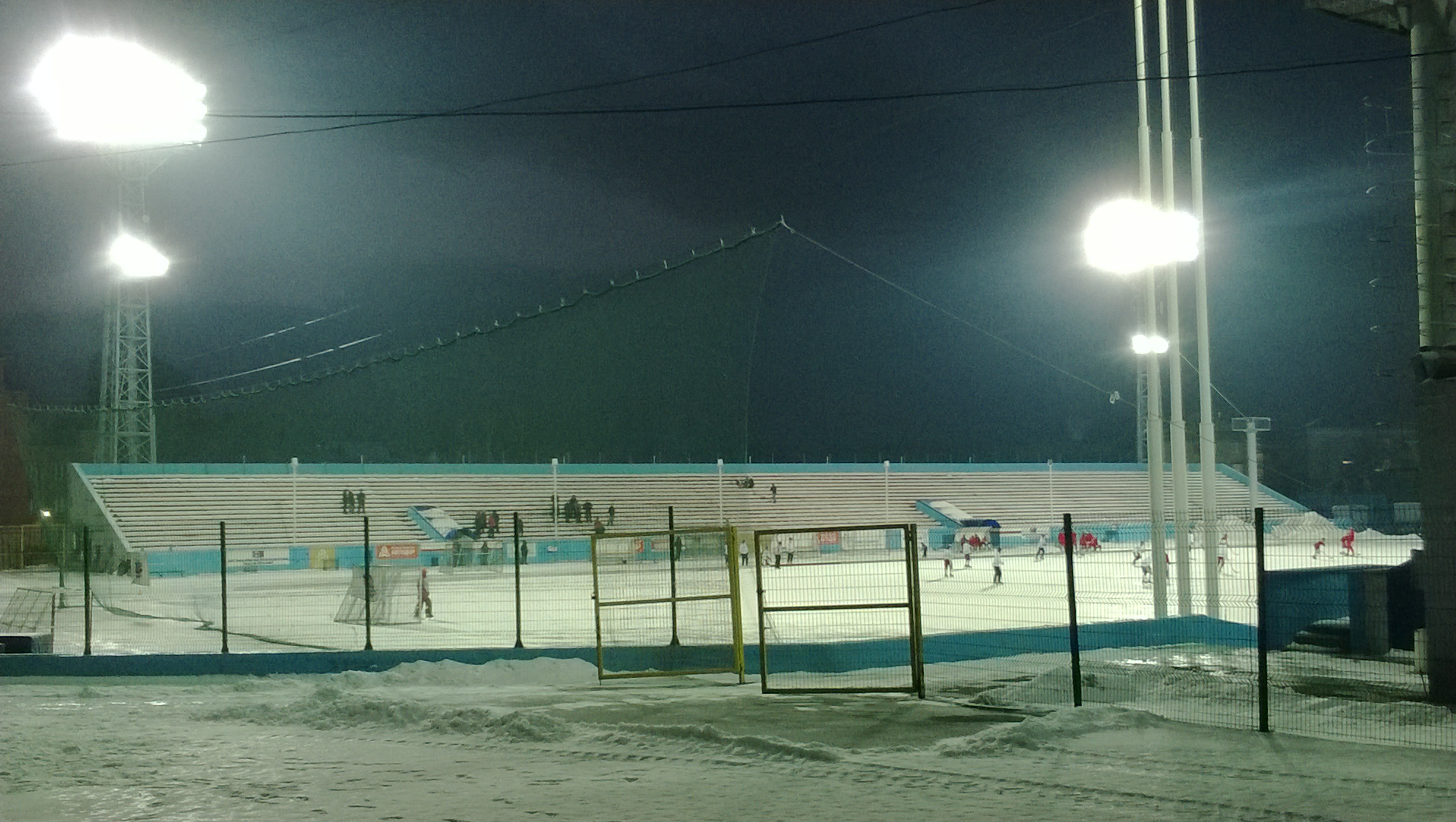
Стадион ХК «Сибсельмаш»

- Сибирский государственный университет геосистем и технологий
- Новосибирский научно-исследовательский институт гигиены
- Французская гимназия № 16
- Основная общеобразовательная школа № 89

## Спортивные объекты
- Стадион «Заря»
- Стадион ХК «Сибсельмаш»